# Подолье (Киевская область)
Подо́лье (укр. Поділля) — село, входит в Барышевскую поселковую общину Броварского района Киевской области Украины. До 2020 года входило в состав Барышевского района.
Население по переписи 2001 года составляло 978 человек. Почтовый индекс — 07561. Телефонный код — 4576. Занимает площадь 7,18 км².

## История
В 1946 г. указом ПВС УССР село Войтовцы переименовано в Подолье

## Местный совет
07561, Киевская обл., Барышевский р-н, c. Подолье